# Международный ахалтекинский конноспортивный комплекс имени Аба Аннаева

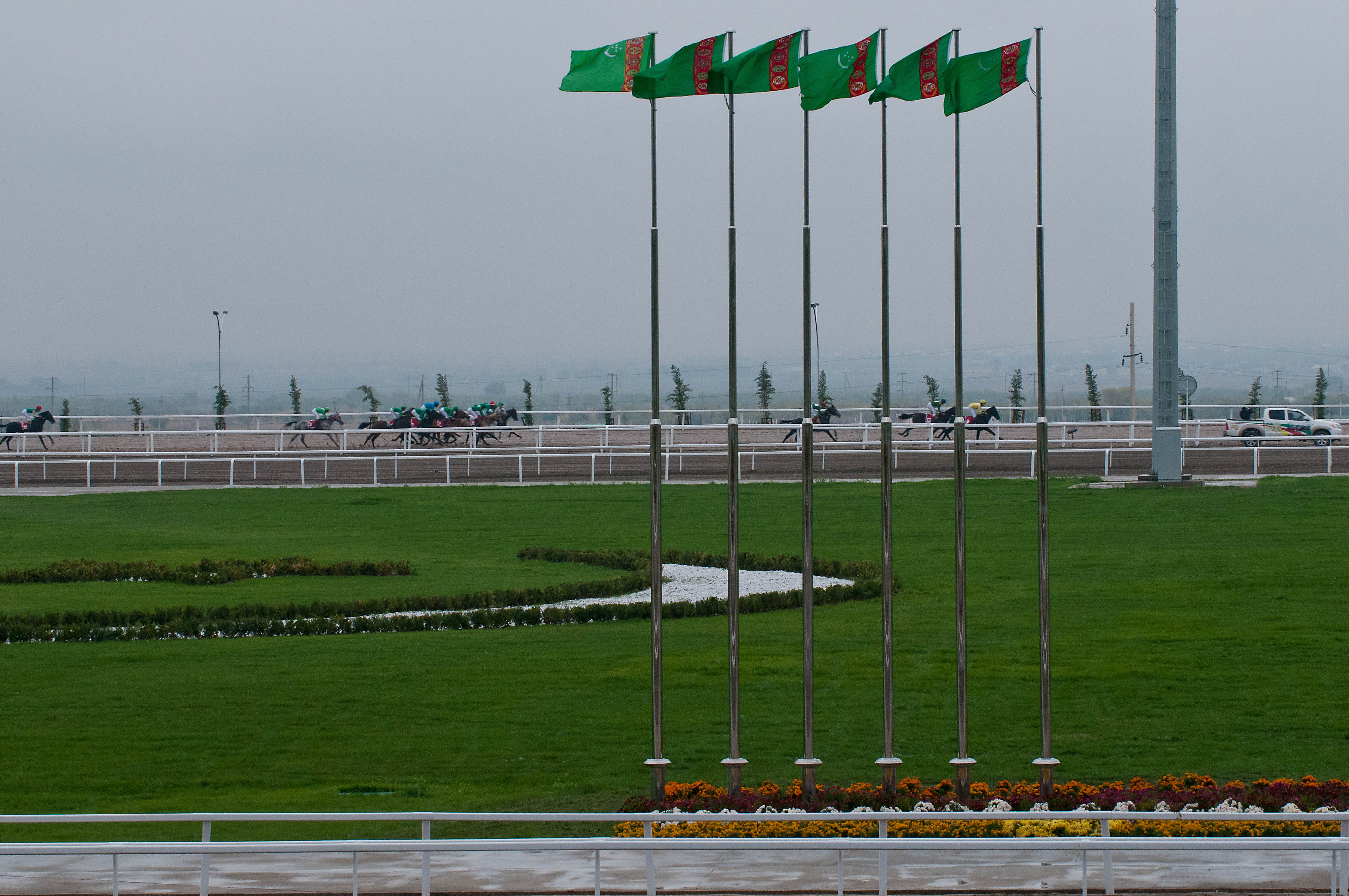
Ипподром

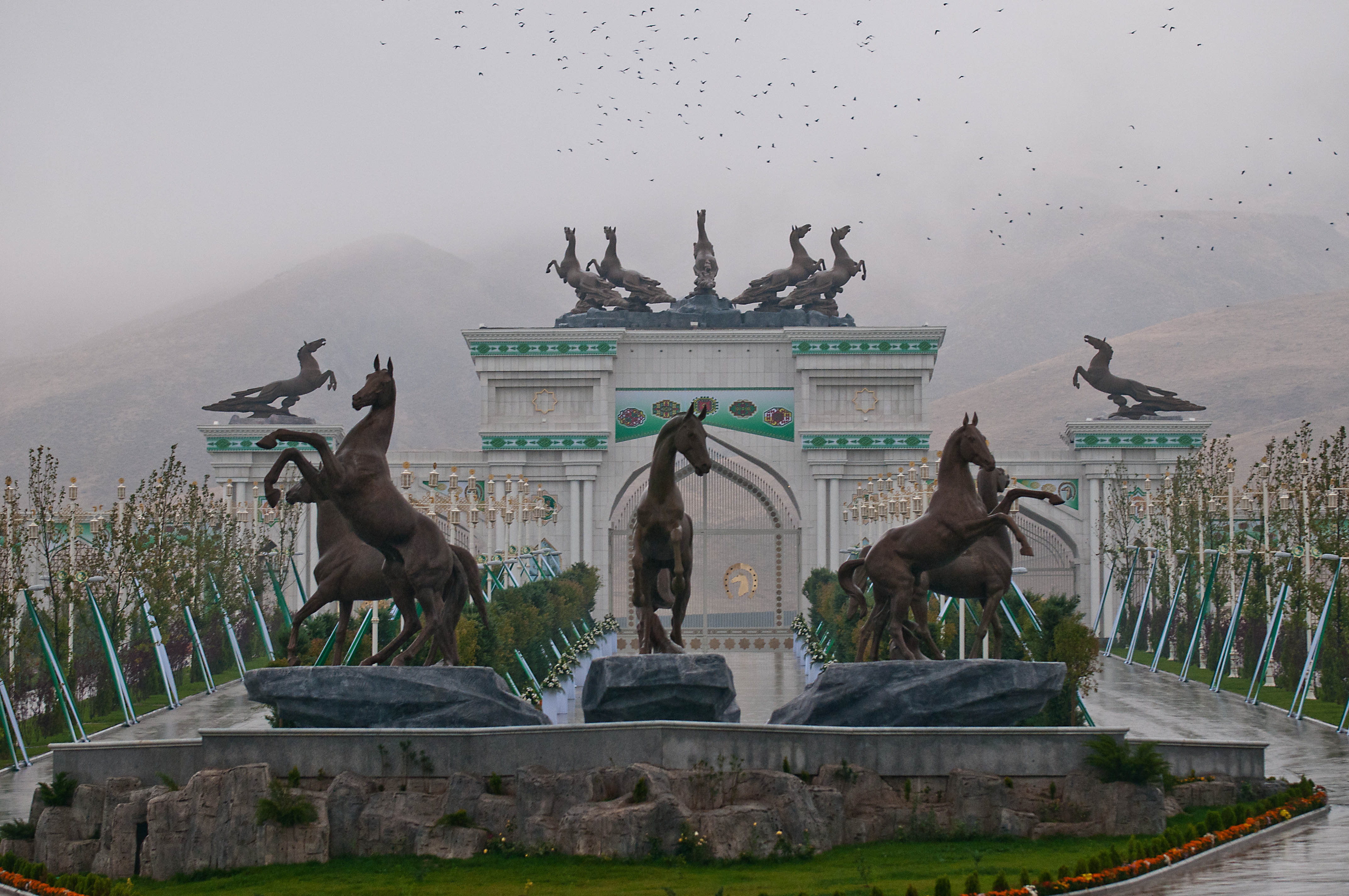
Главный вход

Международный ахалтекинский конноспортивный комплекс (туркм. Halkara ahalteke atçylyk sport toplumy) — крупнейший в Туркмении ипподром. Позволяет проводить как скачки, так и бега. Расположен в Гёкдепинском этрапе[уточнить] Ахалского велаята на проспекте Копетдаг рядом с Национальным музеем живой природы Туркменистана. Общая площадь комплекса составляет 90 га. Директор комплекса Бердыев Ахмед Амангельдыевич..

## История
Объект был построен за два года и был торжественно открыт в честь Дня независимости Туркмении 29 октября 2011 года. Стоимость проекта 100 млн долларов США. Возвела ипподром турецкая компания «Эткин».
В январе 2016 года конноспортивному комплексу было присвоено имя Аба Аннаева, известного туркменского наставника-коневода.[уточнить]

## Архитектура
На входе установлен монумент высотой более 20 метров увенчанный скульптурами пяти коней. Здание облицовано белым мрамором. На боковых арках так же установлены скульптуры коней. Другая скульптурная расположена уже на территории комплекса – в центре фонтана в форме восьмиугольной звезды установлены изваяния шести скакунов.

## Технические параметры

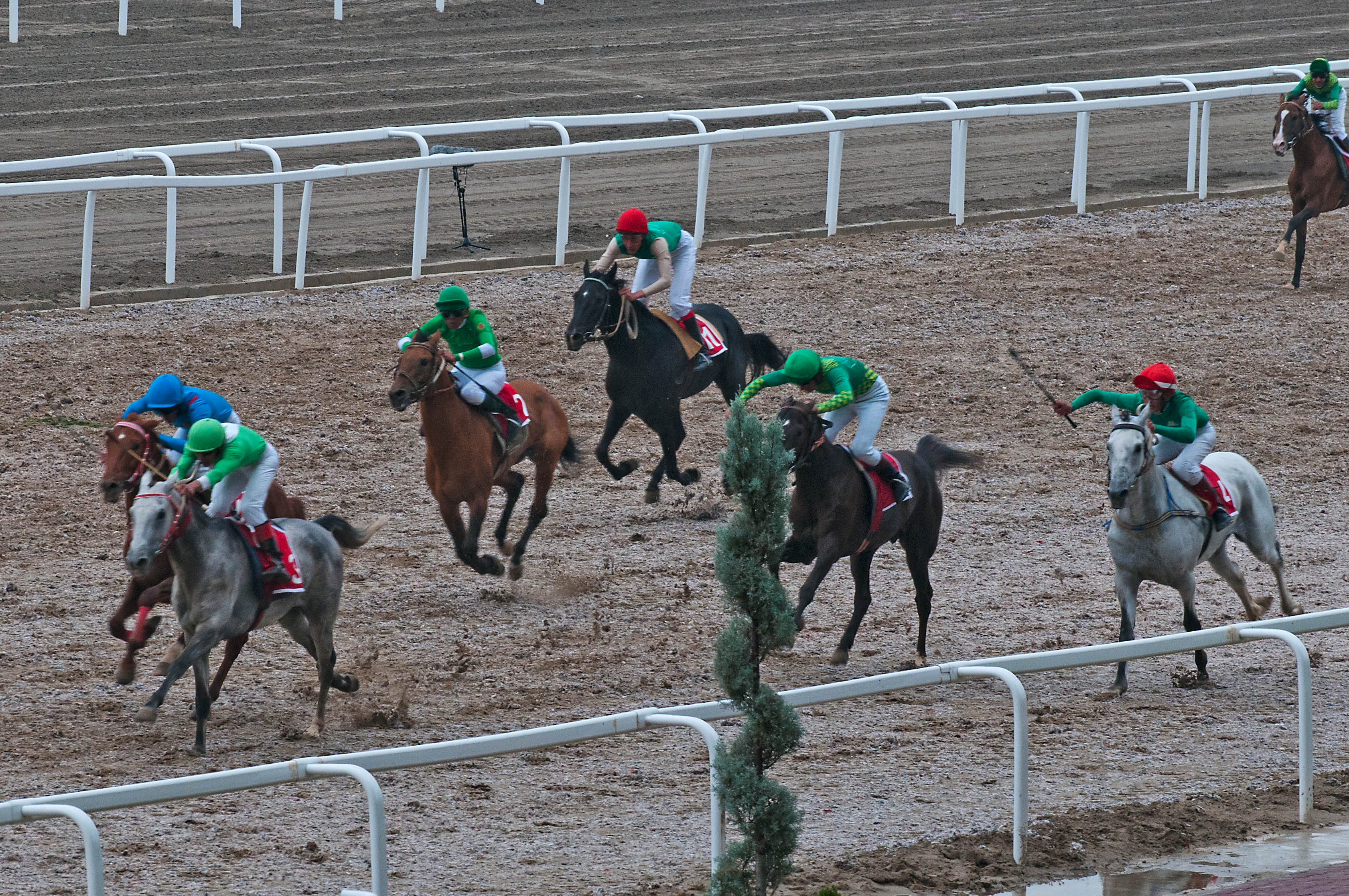
Скачки

Основная скаковая дорожка составляет 2 тысячи метров, малая — 1800 метров, травянистая — 1900 метров и бетонная — 1800 метров.

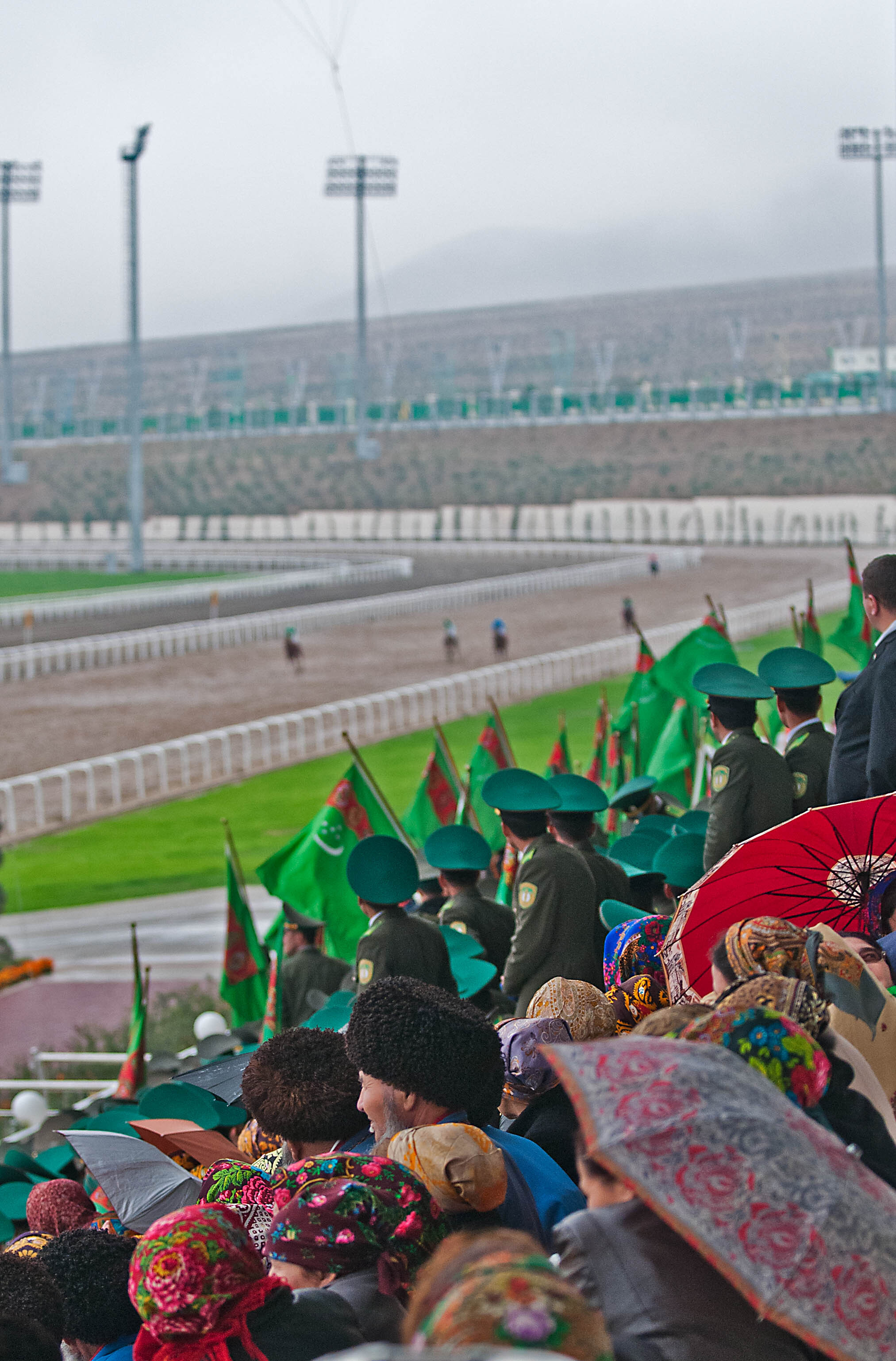
Трибуны

Трибуны для зрителей вмещают 7 тысяч зрителей. На первом этаже под трибунами расположены хозяйственные, административные и офисные здания. На втором этаже размещены ложи и кафе с национальной туркменской кухней. На третьем этаже расположена гостиница на 52 места и CIP-трибуна. На четвёртом этаже VIP-трибуна. На территории комплекса также есть ресторан, гостевые юрты, открытые кафетерии, амфитеатр.
Недалеко от зрительских трибун расположено здание цирка на 500 мест, где проходят выступления джигитов. Так же есть здание для конноспортивных игр на 800 мест с конкурными полями открытого и крытого типа.

## Хозяйственная часть
В комплекс входят 10 конюшен, 5 домов для жокеев и сейисов, карантинное отделение на 20 коней, лаборатория, тренировочный бассейн для лошадей, отделение для подготовки к скачкам на 80 лошадей, гараж для техники, мастерская, кузница, амбары для сена и концентрированных кормов.